# 이동진의 꿈꾸는 다락방
《이동진의 꿈꾸는 다락방》은 영화평론가 이동진의 진행으로 방송된 MBC 표준FM의 라디오 프로그램이다.
2011년 5월 9일 MBC라디오 봄개편으로 신설되었다. 하지만 2013년 3월 25일 MBC 라디오 봄 개편으로 인해 2년만에 폐지되었다.

## 요일별 코너
- <월> : 우리 마음대로
- <화> :The Artist
- <수> :Conversation Music with 이대화 음악평론가
- <목> :주제가 있는 선곡표
- <금> :소영과 얄개들 시즌2 with 허클베리 핀 이소영
- <토> :세계로 가는 기차
- <일> :골똘이의 책갈피 with 함성호 시인

- <화> :요즘, 난 말이야
- <월> :밤은 말한다
  - 책의 한 구절과 그 구절에 대한 동진DJ의 생각을 들어보는 코너

## 지역프로그램 (토.일)
| 프로그램              | 방송지역             | 방송국       | 진행자 |
| --------------------- | -------------------- | ------------ | ------ |
| 낭만에 대하여 (토.일) | 대전광역시, 충청남도 | 대전문화방송 | 박상희 |